# Франьо Владич
Франьо Владич (сербохорв. Franjo Vladić, 19 жовтня 1950, Мостар — 18 червня 2024) — югославський футболіст, що грав на позиції півзахисника.
Виступав за «Вележ» та АЕК, а також національну збірну Югославії, у складі якої був учасником чемпіонату світу та Європи.

## Клубна кар'єра
У дорослому футболі дебютував 1968 року виступами за команду «Вележ», в якій провів одинадцять сезонів, взявши участь у 281 матчі чемпіонату. Більшість часу, проведеного у складі «Вележа», був основним гравцем команди і входив до легендарного тріо BMW (Баєвич — Марич — Владич), ставши двічі срібним призером чемпіонату Югославії.
1979 року Франьо перейшов у грецький АЕК і відіграв за афінський клуб наступні два сезони своєї ігрової кар'єри.
Завершив ігрову кар'єру у рідній команді «Вележ», до якої повернувся 1981 року і захищав її кольори до припинення виступів у 1985 році. Загалом у футболці «Вележа» Владич зіграв 607 ігор, з яких 361 у чемпіонаті і забив 163 голи в усіх турнірах.

## Виступи за збірну
Владич зіграв 11 матчів за молодіжну збірну Югославії, в яких забив 2 голи і 1 матч за юнацьку збірну Югославії.
11 жовтня 1972 року дебютував в офіційних іграх у складі національної збірної Югославії в товариському матчі проти збірної Англії, що завершився з рахунком 1:1, причому саме Владич став автором єдиного гола збірної Югославії.
У складі збірної був учасником чемпіонату світу 1974 року у ФРН, де на поле не виходив. Натомість за два роки на домашньому чемпіонаті Європи 1976 року Владич був основним гравцем і зіграв в обох іграх турніру, але югослави обидві гри програли і посіли останнє 4-те місце.
Свій останній виступ за збірну Владич провів у товариському матчі зі збірною Мексики 1 лютого 1977 року, той матч завершився поразкою югославів з рахунком 1:5. Загалом протягом кар'єри у національній команді, яка тривала 6 років, провів у її формі 24 матчі, забивши 3 голи.

## Досягнення
«Вележ»
- Срібний призер чемпіонату Югославії (2): 1973, 1974
- Бронзовий призер чемпіонату Югославії: 1970

 АЕК
- Срібний призер чемпіонату Греції: 1981